# Max Tak

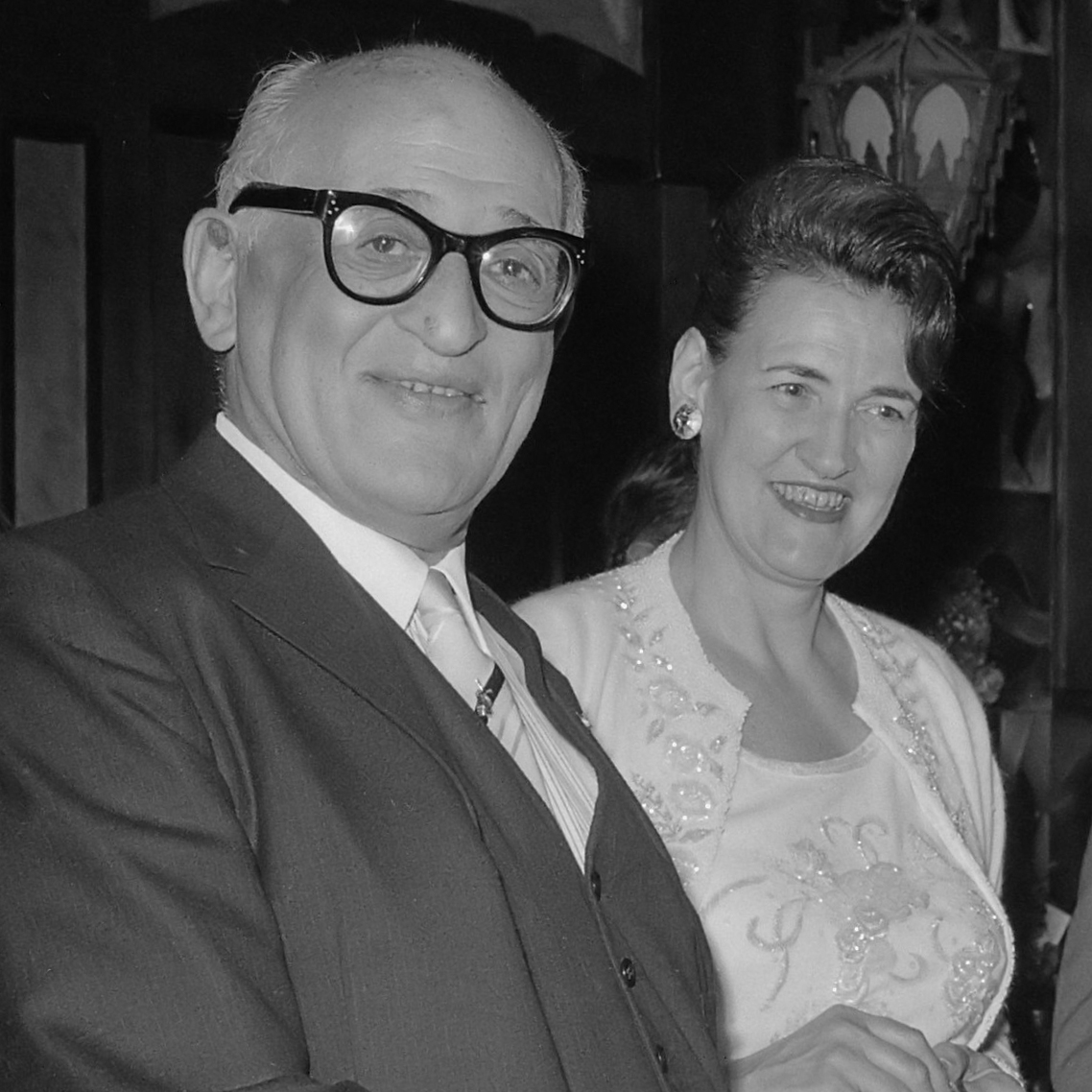
Max Tak (1966)

Max Tak (* 9. August 1891 als Marcus Tak in Amsterdam; † 7. August 1967 in New York City) war ein niederländischer Musiker, Filmkomponist, Dirigent, Violinist, Orchesterleiter und Auslandskorrespondent.

## Ausbildung und Filmtätigkeit
Der gebürtige Marcus Tak entstammte einer jüdischen Familie, die sich auf die Herstellung von Diamantenschleifgeräten spezialisiert hatte. Er erhielt eine umfassende Unterweisung im Violinspiel bei Alexander Schmuller und nahm Kompositionsunterricht bei Cornelis Dopper. Seinen Einstand als Profimusiker gab Tak im Jahre 1906 noch während seiner Ausbildung. In der Folgezeit verdingte er sich zunächst als Theater- und Tanzorchestermusiker -- er war u. a. erster Geiger am Concertgebouw-Orchester -- und knüpfte zaghafte Kontakte zur Kinematografie noch während der Stummfilmzeit. Er arrangierte Stummfilmkompositionen und unternahm auch einen Versuch als Filmkomponist. Seit der Eröffnung des Abraham Tuschinski-Lichtspieltheaters im Oktober 1921 war Max Tak als Musiker für dieses Kino tätig.
Mit Anbruch des Tonfilmzeitalters wandte sich Tak intensiver dem nunmehr auch für Musiker interessanten Zelluloid-Medium zu und begann intensiv als Filmkomponist zu arbeiten. In nur sieben Jahren niederländischen Tonfilmschaffens -- von der Einführung des Tonfilms (1933) bis zur Besetzung Hollands durch die deutsche Wehrmacht (1940) -- schrieb Tak die Noten zu zahlreichen Unterhaltungsproduktionen, darunter diverse Inszenierungen aus Hitler-Deutschland geflohener Juden wie Rudolf Meinert („Het meisje met den blauwen hoed“), Hermann Kosterlitz („De kribbebijter“), Max Nosseck („Oranje Hein“), Kurt Gerron („Merijntje Gijzen’s jeugd“), Friedrich Zelnik („Vadertje Langbeen“, „Morgen gaat het beter“) und Ludwig Berger („Pygmalion“, „Ergens en Nederland“). Damit avancierte Tak zum meistbeschäftigten Filmkomponisten seines Landes der Vorkriegszeit.

## Besatzungszeit, Flucht und Exil in den USA
Infolge des deutschen Überfalls auf die Niederlande am 10. Mai 1940 wurde der jüdische Musiker weitgehend kaltgestellt. Im Oktober 1940 erfolgte seine erzwungene Entlassung aus dem inzwischen „arisierten“ Tuschinski-Kino, nunmehr Tivoli-Theater genannt, und auch die holländische Filmproduktion kam fünf Jahre lang komplett zum Erliegen. 1941 gelang es Tak, über Belgien, Frankreich und Spanien mit einem Schiff in Richtung Kuba zu entkommen. Er landete zunächst auf der Karibikinsel Curaçao und ließ sich im Frühjahr 1943 in New York nieder, wo er seine kompositorische Arbeit fortsetzte und auch im Rundfunk arbeitete.
Tak blieb auch nach der Befreiung seiner Heimat in den USA. Er arbeitete unter anderem als Auslandskorrespondent für die niederländische Zeitschrift Elsevier und lieferte Beiträge für die niederländische Rundfunkanstalt AVRO. Nach seinem Tod wurden seine sterblichen Überreste gemäß seinem letzten Willen in die Niederlande überführt auf dem Jüdischen Friedhof der Gemeinde Muiderberg beerdigt.

## MaxTak-Orchester
Ein seit den 1980er Jahren existierendes, nach ihm benanntes Orchester (Orkest MaxTak) erinnert an den bedeutendsten Vorkriegs-Filmkomponisten seines Landes und hat sich zunächst auf die neue Untermalung von Stummfilmen spezialisiert. Später beschäftigte sich dieses Orchester auch mit modernen Kinoproduktionen und dem Animationsfilm. Darüber hinaus hat sich aus diesem Unternehmen auch ein angesehener Jugendmusiktheater-Zweig entwickelt.

## Filmografie (als Komponist, komplett)
- 1922: Gloria Fatalis
- 1933: Hollandsch Hollywood (Kurzfilm)
- 1934: Het meisje met de blauwe hoed
- 1934: De big van het regiment
- 1934: Op stap
- 1935: Uilenspiegel leeft nog
- 1935: Suikerfreule
- 1935: Der Murrkopf (De kribbebijter)
- 1935: Het leven is niet zoo kwaad
- 1936: Rubber
- 1936: Merijntje Gijzen’s Jeugd
- 1936: Komedie om geld
- 1936: Oranje Hein
- 1936: Amsterdam bij nacht
- 1937: Pygmalion
- 1938: Vadertje Langbeen
- 1938: Veertig jaren
- 1938: Morgen gaat het beter
- 1939: De spooktrein
- 1939: Wit wint
- 1940: Ergens in Nederland

## Literarische Werke (Auswahl)
- De groote kunstenaars van het witte doek. Scheltens & Giltay, Amsterdam o. J. [1928]
- Hier is New York (Fotos: Kees Scherer). Bruna, Utrecht 1960 (Deutsch: Christian Wegner, Hamburg 1961; Englisch: André Deutsch, London 1961)
- Van pierement tot Mengelberg, in: Wat niet in Baedeker staat. Het boek van Amsterdam. A. J. G. Strengholt, Amsterdam 1930 (Essay)